# 凱澤嶺
73°57′S 63°28′E / 73.950°S 63.467°E
凱澤嶺（英語：Keyser Ridge）是南極洲的山嶺，位於麥克羅伯特森地，屬於查爾斯王子山脈的一部分，長20公里，根據澳大利亞探險隊拍攝的空中照片繪入地圖，現時由南極條約體系管理。